# مردی از آلامو
«مردی از آلامو» (انگلیسی: The Man from the Alamo) فیلمی در ژانر وسترن به کارگردانی باد بتیکر است که در سال ۱۹۵۳ منتشر شد.

## بازیگران
- گلن فورد
- جولی آدامز
- هیو اوبراین
- نویل برند
- جین کوپر
- گای ویلیامز
- دنیس ویور
- چیل ویلز
- برت هالسی
- کارل آندره
- ادوارد نوریس
- فرانک ویلکاکس
- هلن گیبسون
- رابرت کارسون
- استوارت ویتمن
- والتر رید